# Ауранофин
Ауранофин (лат. Auranofinum) — фармацевтическая субстанция; противовоспалительный иммуносупрессивный пероральный препарат, комплексное соединение золота. За рубежом применяется при ревматоидных артритах. В России лекарственные средства с ауранофином не зарегистрированы.

## Описание
Ауранофин относится к группе болезнь-модифицирующих антиревматических препаратов — БМАРП (англ. disease-modifying antirheumatic drug(s) — DMARD или DMARDS). Как и другие БМАРП, он препятствует развитию болезни. Применяется для лечения ревматоидных артритов, оказывает противовоспалительное действие, тормозит развитие аллергических реакций, в некоторой степени подавляет иммунитет. Замедляет развитие воспаления. Применяется как лекарство «второй линии».
В 1985 году ауранофин разрешён к применению в США для лечения ревматоидного артрита.
В 2010-х ауранофин изучается как потенциально возможный препарат для лечения некоторых видов рака, паразитарных заболеваний, бактериальных инфекций, нейроденегеративных и некоторых других заболеваний.
Полулетальная доза LD50 ≥ 2000 мг/кг.

## Фармакологическое действие
Противовоспалительное и иммунодепрессивное средство.

### Фармакокинетика
После перорального приёма 25 % всасывается из ЖКТ. Связывание с белками крови составляет 60 %. Быстро метаболизируется в печени. Период полувыведения из крови составляет 21–31 день, из тканей — 42–128 дней. 60 % выводится почками, остальное — с желчью.

### Фармакодинамика
Для организма человека нет данных.

#### Механизм действия
Механизм действия неясен.
Предположительно действие ауранофина основано на ингибировании ферментов, регулирующих внутриклеточный окислительно-восстановительный потенциал и свободные радикалы кислорода — тиоредоксин-редуктазы и каппа-B-киназы. Блокирование этих ферментов приводит к окислительному напряжению в клетках с последующим апоптозом.
Дополнительно ауранофин ингибирует фагоцитоз макрофагами, также ингибирует высвобождение лизосомных ферментов и антител, участвующих в реакциях цитотоксичности.
Ауранофин должен особенно сильно взаимодействовать с селенопротеинами и селен-зависимыми ферментами, поскольку имеет высокую степень сродства с селенитами (HSe−).
Альтернативный вариант механизма действия ауранофина — ингибирование убиквитин-протеасомной системы клетки. С этим вариантом связаны надежды выявить потенциал ауранофила для лечении рака.

## Применение
Согласно инструкции, ауранофин применяется для базовой терапии ревматоидных артритов, в частности, при синдроме Фелти.

### Побочные действия
Заторможенность, галлюцинации, судорожные припадки, конъюнктивит, агранулоцитоз, тромбоцитопения, лейкопения, анемия, панцитопения,  фарингит, трахеит, интерстициальная пневмония, пневмофиброз, тошнота, диарея, гастралгия, стоматит, гингивит, глоссит, гастрит, некротический энтерит, язвенный энтероколит, колит, холестаз, холелитиаз, гепатит, печеночная недостаточность, протеинурия, нефротический синдром с массивной протеинурией, почечная недостаточность, вагинит.

Возможны аллергические реакции: кожная сыпь, зуд, эозинофилия, дерматит.

Побочные эффекты усиливают цитостатические, гепатотоксичные и нефротоксичные препараты, пеницилламин. Несовместим с некоторыми антибиотиками: пенициллинами, левамизолом и хлорохином.

### Противопоказания
Повышенная чувствительность к тяжёлым металлам, прогрессирующие заболевания почек, активная стадия гепатита, нарушения кроветворения, беременность, лактация, детский возраст.

### Особые указания
При терапии ауранофином следует наблюдать за уровнем гемоглобина, количеством тромбоцитов, активностью печёночных трансаминаз, концентрацией мочевины в крови, креатинина, белка в моче. В течение 1-го года лечения необходимо ежемесячно проверять картину периферической крови и количество белка в моче. В течение 2-го года лечения — каждые 2−3 месяца. При повышенном более 1 г в сутки уровне белка в моче пациента терапию ауранофином следует прекратить.